# Роберт Вагнер
Роберт Џон Вагнер млађи (енгл. Robert John Wagner Jr.; Детроит, Мичиген; рођен, 10. фебруара 1930), је амерички глумац и продуцент. Познат по бројним улогама у филмовима, ток–шоу емисијама и ТВ серијама, попут Харт и Харт (1979—1984).
Поред бројних улога у ТВ серијама често се појављивао и као Теди Леополд у ТВ ситкому Два и по мушкарца и имао је и епизодну улогу као Ентони ДиНозо старији, у полицијском процедуралу Морнарички истражитељи.
У филмовима је Вагнер познат по улози Броја 2 у трилогији филмова Остин Пауерс, 2, 3; (1997, 1999, 2002), као и по филмовима Пољубац пре смрти (1956), Пинк Пантер (1963), Харпер (1966), Паклени торањ (1974), Дивље страсти (1998), Тајна броја седам (2017) и многим другима.
Номинован је за награду Еми и шест Златних глобуса.